# Assouste

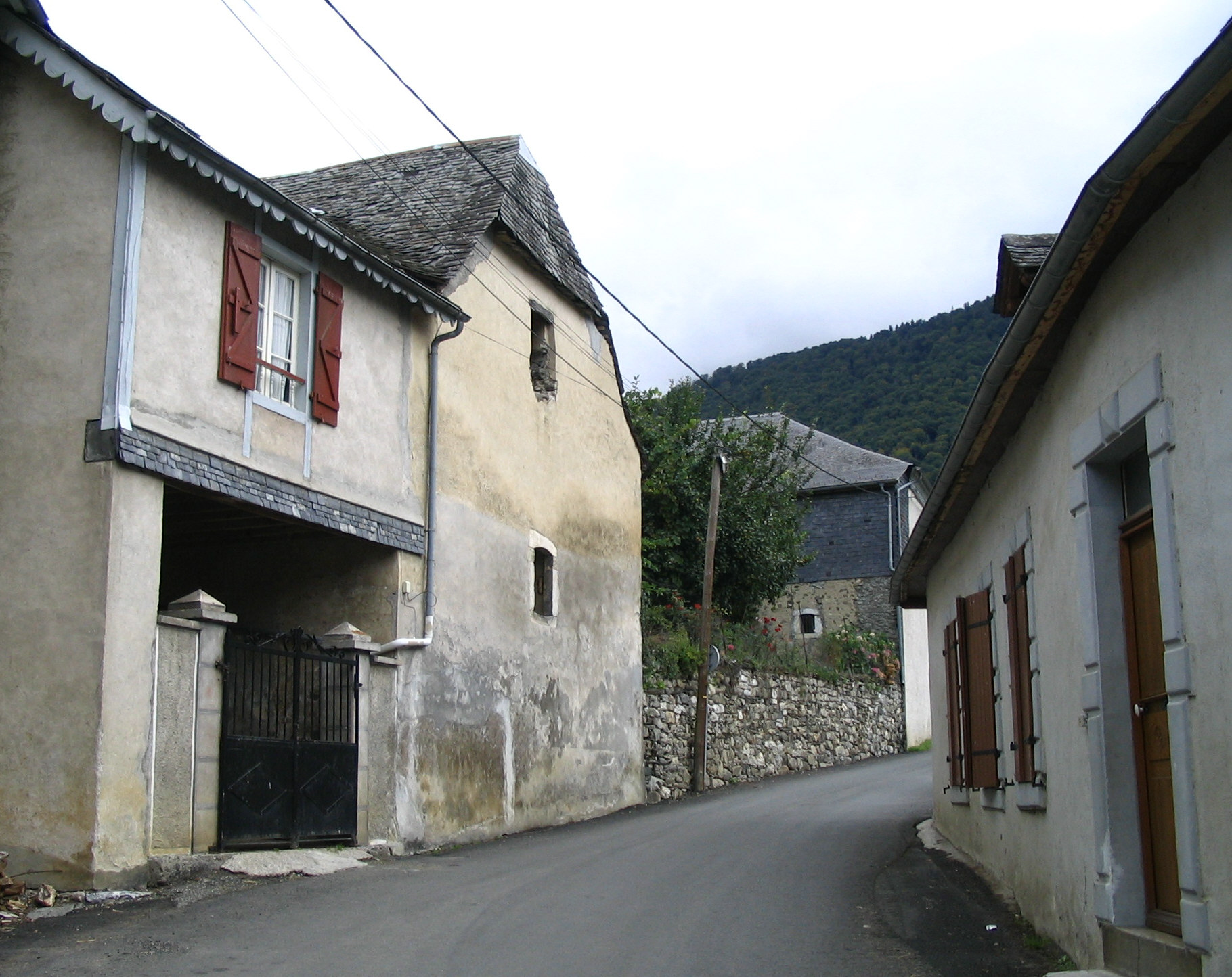
Maisons d'Assouste.

Assouste est un village d'une vingtaine d'habitants des Pyrénées-Atlantiques faisant partie de la commune des Eaux-Bonnes depuis 1861. Il est situé sur le flanc de la montagne verte en vallée d'Ossau (Haut-Béarn). Il domine la ville de Laruns.
Les habitants du village étaient surnommés Lous Oussatès qui signifiait les « montreurs d'ours ».

## Toponymie
Le toponyme Assouste apparaît sous les formes 
Soste (1270, chapitre d'Ossau), 
Assoste et Asoste (1440, cartulaire d'Ossau ou Livre rouge), 
Notre-Dame d'Assouste (1655, insinuations du diocèse d'Oloron) et 
Assouste sur la carte de Cassini (fin XVIIIe siècle).
Michel Grosclaude précise que le toponyme provient du béarnais (as)sosta (« lieu abrité »), lui-même issu du latin (ad)substare.

## Histoire
Le village est resté l'un des plus petits de la vallée. Au XVIe siècle (1385), il ne comportait que huit feux et un seul jurat le représentait au conseil de la vallée de Bielle. Cette charge était assumée pour un an à tour de rôle par tous les hommes du village. Il dépendait du bailliage d'Ossau.
Au XVIIIe siècle, le village comptait onze maisons dont cinq seulement étaient cazalères et jouissaient par cela même de privilèges particuliers. Les maisons dites cazalères étaient celles sur le terrain desquelles les autres maisons avaient été bâties.

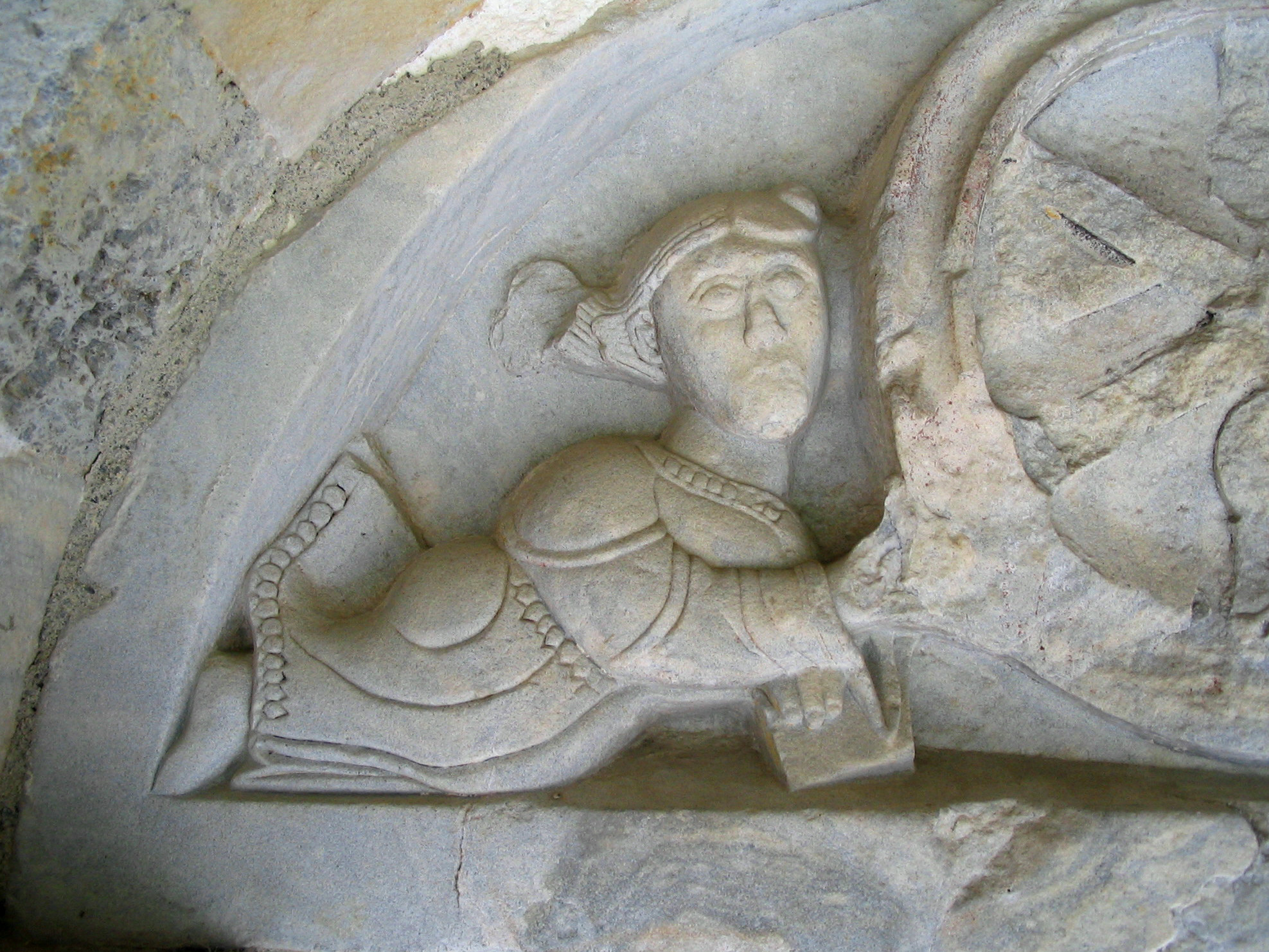
Détail du tympan.
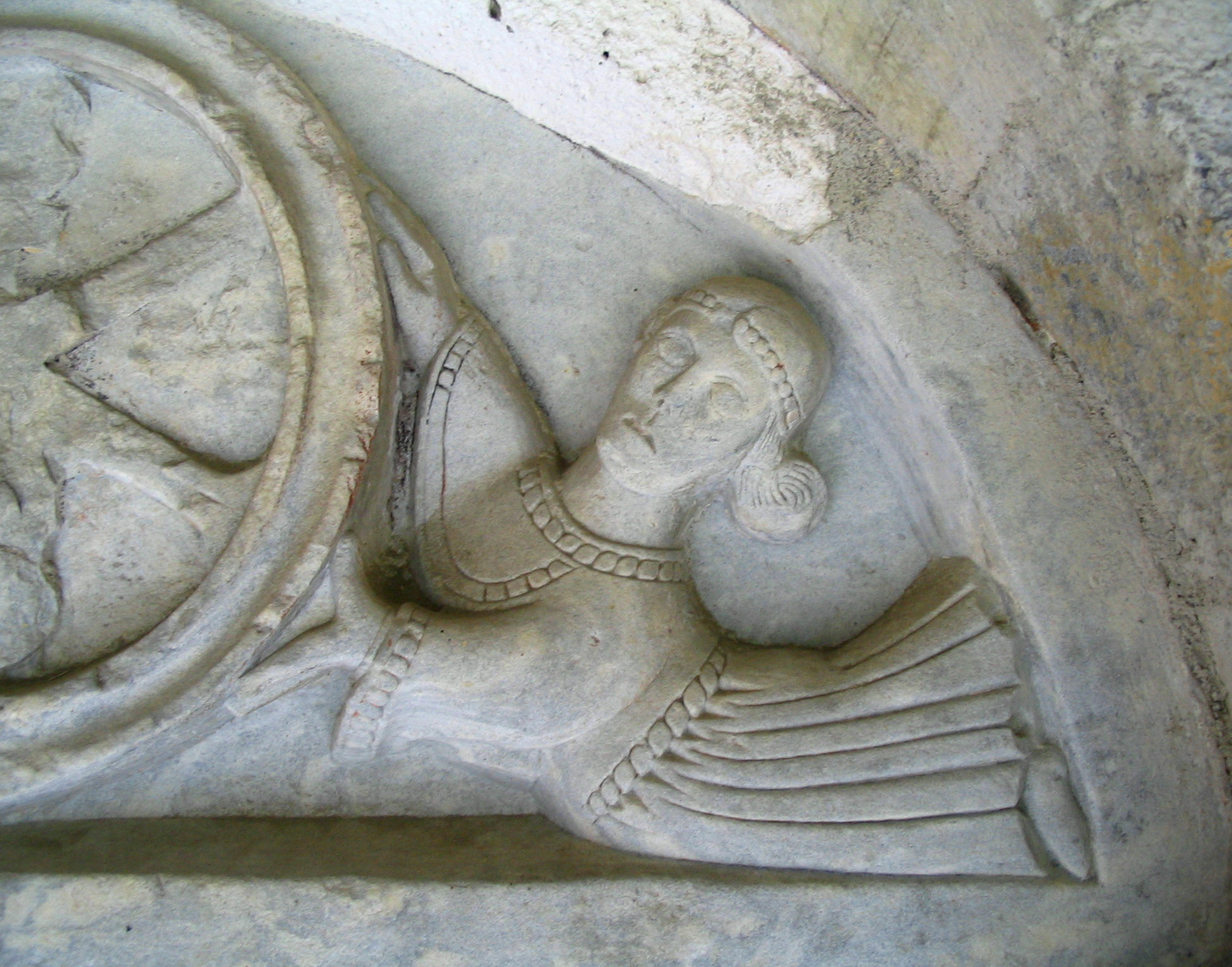
Détail du tympan.
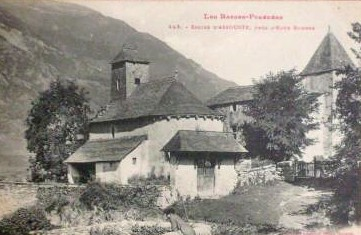
église et château vers 1910.

## Démographie
| 1793 | 1800 | 1806 | 1821 | 1831 | 1836 | 1841 | 1846 | 1851 |
| ---- | ---- | ---- | ---- | ---- | ---- | ---- | ---- | ---- |
| 73   | 45   | 57   | 67   | 77   | 65   | 79   | 97   | 93   |

| 1856 | - | - | - | - | - | - | - | - |
| ---- | - | - | - | - | - | - | - | - |
| 104  | - | - | - | - | - | - | - | - |

## Culture et patrimoine

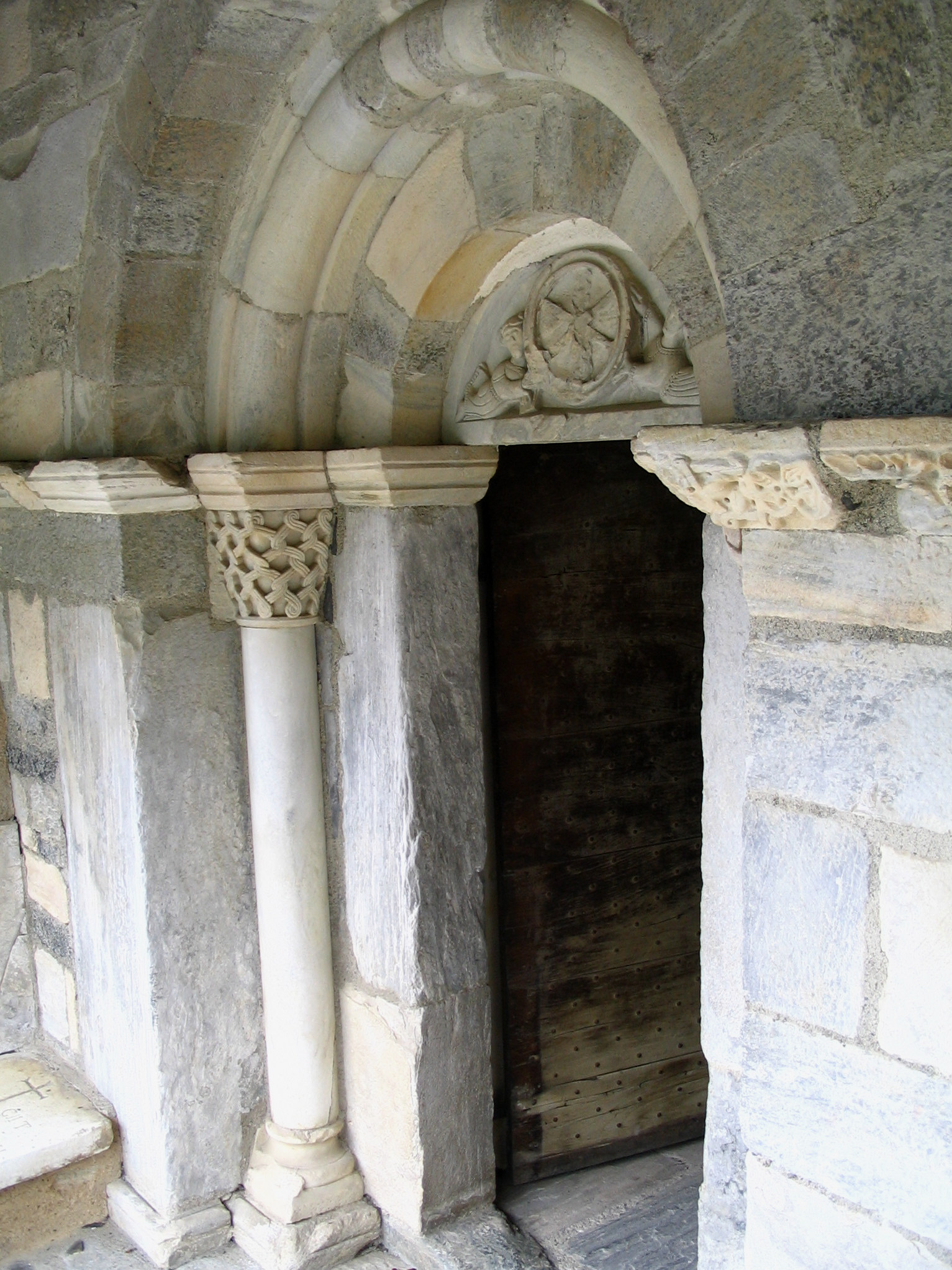
Portail de l'église

### Patrimoine civil
Les vieilles demeures béarnaises typiques du village, tout comme l'église, utilisent pour leurs linteaux les roches polychromes de la vallée: marbre gris-noir d'Arudy, marbre rose de Bielle, marbre blanc de Louvie-Soubiron.

Le château attenant à l'église date du XVIe siècle.

### Patrimoine religieux
La chapelle, fondée au XIIe siècle fut dédiée à Notre Dame, usage courant sur les voies du Chemin de Compostelle. Le style des sculptures se rapproche de celles de certains édifices d'Arles, à l'autre extrémité de la Via Tolosane et de sa variante le Chemin du Piedmont qui passait par l'ancien prieuré de Sainte-Colome. Des artistes itinérants du pèlerinage de Compostelle ont vraisemblablement sculpté les modillons de l'abside, les chapiteaux du portail et le délicat tympan où deux anges soutiennent un Chrisme.